# 정주 류씨
정주 류씨(貞州柳氏)는 개성시 개풍구역을 관향으로 하는 한국의 성씨이다.

## 역사
고려 초기 삼중대광(三重大匡) 지낸 류천궁(柳天弓)은 정주의 호족이었다.
고려 태조 1번째 부인 신혜왕후, 6번째 부인 정덕왕후 유씨, 고려 숙종의 부인 명의왕후 유씨 등이 있다. 왕건은 궁예의 부장으로 있을 때 경기도 정주(貞州) 지방을 지나다가 신혜왕후를 만났다. 
왕건을 따르는 부장들이 궁예에 대한 반란을 건의 할 때, 갈등하던 왕건을 신혜왕후 유씨가 적극적으로 설득하여 반란을 종용하였다. 
정주 류씨의 중시조 류소(柳韶)는 1011년(현종 2) 전중시어사(殿中侍御史), 1016년에 어사잡단(御史雜端), 1019년 사헌중승(司憲中丞), 1022년 간의대부(諫議大夫)가 되고, 이어 태자빈객(太子賓客)이 되었다. 1029년 왕명으로 흥화진(興化鎭) 서북쪽 40리에 있던 석성(石城)을 수리하여 위원진(威遠鎭)을 두고, 흥화진 북쪽에 있던 석보(石堡)를 수축하여 정융진(定戎鎭)을 두어 백성을 옮겨 살게 하였다. 이 때 거란의 동경장군(東京將軍) 대연림(大延琳)이 난을 일으켜 흥료국(興遼國)을 세우고 고려에 구원을 청하였으나 현종이 응하지 않았다. 이 때 서북면판병마사(西北面判兵馬事)로 상중(喪中)에 있었으나 한(漢)의 승상 책방진(翟方進)의 고사를 들어 흥료의 방어에 임하도록 하였다. 1030년 중추사(中樞使), 1031년 이부상서 참지정사(吏部尙書參知政事)가 되었고, 그 해 덕종이 즉위하자 중군병마사를 거쳐 문하시랑 동내사문하평장사(門下侍郎同內史門下平章事)가 되었다. 1033년(덕종 2) 왕명으로 북경관성(北境關城:千里長城)을 쌓았는데, 그것은 서해안의 압록강 하구에서 동으로 위원등 13성을 거쳐 화주(和州)에 이르는 1,000여리에 걸치는 것이었다. 1034년 장성축조의 공으로 추충척경공신(推忠拓境功臣)에 봉하여졌으며, 은청광록대부 상주국 대위 문하시랑평장사(銀靑光祿大夫上柱國大尉門下侍郎平章事)가 되었다. 덕종의 묘정(廟廷)에 배향되었으며, 시호는 양의(襄懿)이다.

## 본관
정주(貞州)는 황해북도 개풍군의 고구려 때 지명으로 서기 1018년(고려 현종 9) 개성군(開城郡)의 속현이 되었다가 조선조에 들어와 개성유후사(開城留後司)의 관할이 되었다. 1442년(세종 24)에 덕수현(德水縣)과 합쳐 풍덕(豊德)으로 개칭되었으나 개성이 부(府)로 승격됨에 따라 개성군(開城郡)과 합하여 개풍군(開豊郡)으로 고쳐 부르게 되었다.

## 인구
- 1985년 29가구 129명
- 2000년 217가구 679명
- 2015년 15명

## 같이 보기
- 유 (성씨)

1. ↑  https://kosis.kr/statHtml/statHtml.do?orgId=101&tblId=DT_1IN15SD&vw_cd=MT_ZTITLE&list_id=A11_2015_30&seqNo=&lang_mode=ko&language=kor&obj_var_id=&itm_id=&conn_path=MT_ZTITLE